# Fernando Forestieri
Fernando Martín Forestier (Rosário, 15 de Janeiro de 1990) é um futebolista argentino naturalizado italiano. Atualmente, defende o Johor FC da Malásia.

## Carreira
Forestier iniciou sua carreira em 2003, pelo Newell's Old Boys, mas acabou permanecendo apenas alguns meses, antes de, ser comprado pelo Boca Juniors por cinquenta mil dólares. Em Buenos Aires, Forestier ganhou fama por seu futebol, sendo comparado a Lionel Messi.
Em janeiro de 2006, com dezesseis anos, se transferiu para o Genoa, firmando um contrato de cinco anos. O Boca ainda tento mantê-lo, mas acabou não conseguindo. Em março, o Boca contestou a regularidade da transferência e, como o Genoa se recusou a pagar uma indenização de trezentos mil euros, o clube apresentou o caso à AFA.
Em Gênova, começou disputando algumas partidas amistosas. Em uma delas, o presidente do Torino, Urbano Cairo, ofereceu quinhentos mil euros para ele se transferir para Turim, mas a proposta foi recusada pelo Genoa. Em 8 de novembro de 2006, Forestieri fez sua estreia oficial, contra o Empoli, pela Coppa Italia.
No ano seguinte, em 13 de janeiro, acabou marcando seu primeiro gol como profissional. O feito aconteceu na partida contra o Pescara, sendo seu o único tendo de sua equipe na derrota por 2 a 1. Durante o ano, ainda defendeu a equipe reserva do Genoa na conquista do Torneo di Viareggio.
Após o término da temporada, com apenas dezessete anos, o Siena anunciou, em 25 de julho, que tinha assinado um contrato em co-propriedade. Sua estreia aconteceu em 26 de setembro, contra a Atalanta, entrando no decorrer do segundo tempo. Seu primeiro tento, saiu apenas em 13 de janeiro de 2008, entrando na segundo tempo contra a Internazionale. A partida terminou com derrota por 3 a 2 de sua equipe.
Em meados do ano, durante a janela de transferências de verão, o Genoa adquiriu todos os seus direitos. Em seguinda, acabou ficando no Siena, mas sendo agora, por emprestando. Após a primeira metade da temporada, sem espaço na equipe (disputou apenas duas partidas), acabou sendo dispensado.
Sucessivamente, após a dispensa do Siena, em janeiro de 2009, foi emprestado novamente, agora ao Vicenza, para disputar o restante da Serie B. Suas participações foram regulares, marcando cinco gols em dezenove partidas.
O Genoa acabou não renovando seu empréstimo com o Vicenza, o emprestando logo em seguinda, ao Málaga, da Espanha. Pouco antes, a Udinese havia comprado cinquenta por cento de seus direitos, ficando em co-propriedade com o Genoa.
Em seguida, segueria em co-propriedade à Udinese, onde não atuaria durante os meses que permaneceu no clube, sendo emprestado durante a temporada ao Empoli, onde participaria de dezessete partidas, anotando três tentos. Após o término do temporada, retornou ao Genoa, no entanto, sendo repassado novamente por empréstimo, agora ao Bari.
Um novo empréstimo ocorreu em seguida ao Bari, entretanto, desta vez acabou sendo emprestado a outro clube pertencente à Giampaolo Pozzo, dono da Udinese, o Watford. Com um desempenho que agradou a direção do clube inglês, incluindo os torcedores do clube, que o apelidaram de "Fessi", um trocadilho com seu nome e de Lionel Messi, foi anunciada sua contratação em definitivo pelo clube em 14 de janeiro de 2013, assinando um contrato de cinco temporadas e meia.

## Seleção Italiana
Logo após chegar na Itália, Forestieri acabou decidindo defender a seleção da Itália, revelando ao jornal esportivo Corriere dello Sport, que era o sonho de sua família e, que não queriam continuar vivendo na Argentina, por ser muito perigo (seu irmão, Ezequiel, foi baleado na barriga, após um assalto à mão armada).
Mesmo assim, recebeu um convite para defender a seleção da Argentina sub-17, mas recusando. Logo, acabou sendo convocado para a italiana, na mesma categoria. Defendendo a seleção na categoria sub-19, participou do Campeonato Europeu de 2008, onde marcou o tendo que classificou sua seleção para a final do torneio, mas não conseguindo evitar a perda do título para a Alemanha.